# Dani Vivian
Daniel Vivian Moreno (ur. 5 lipca 1999 w Vitoria-Gasteiz) – hiszpański piłkarz, występujący na pozycji środkowego obrońcy w hiszpańskim klubie Athletic Bilbao oraz w reprezentacji Hiszpanii. Zwycięzca Mistrzostw Europy 2024.

## Sukcesy

### Athletic Bilbao
- Puchar Króla: 2023/2024[1]